# Carex geophila
Carex geophila är en halvgräsart som beskrevs av Kenneth Kent Mackenzie. Carex geophila ingår i släktet starrar, och familjen halvgräs. Inga underarter finns listade i Catalogue of Life.